# Estación de Llacuna
Llacuna es una estación de la línea 4 del Metro de Barcelona. Está situada bajo la calle Pujades, en el tramo entre las intersecciones con las calles Ciutat Granada y Roc Boronat (antes llamada Luchana), en el distrito de San Martín. Recibe su nombre por su proximidad a una calle homónima.

## Historia
La estación se inauguró en 1977 como parte de la línea IV y con el nombre de Luchana. En 1982 con la reorganización de los números de líneas y cambios de nombre de estaciones pasó a ser una estación de la línea 4, y cambió su nombre por el actual de Llacuna.

## Líneas y conexiones
| << cabecera   | < estación | línea | estación > | cabecera >> |
| ------------- | ---------- | ----- | ---------- | ----------- |
| Metro         |            |       |            |             |
| Trinitat Nova | Bogatell   |       | Poblenou   | La Pau      |